# Ácidos fenólicos

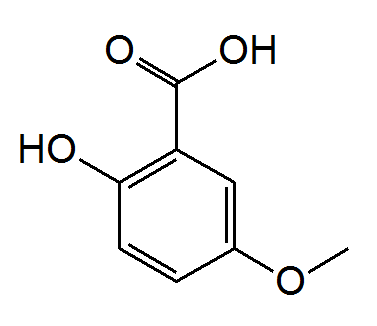
Estructura química del ácido 5-metoxisalicílico

Los ácidos fenólicos o ácidos fenolcarboxílicos son un tipo de compuestos orgánicos. Es una familia que incluye a sustancias que contienen un anillo fenólico y una función orgánica de ácido carboxílico (esqueleto C6-C1).
Distintas categorías están compuestas de ácidos monohidroxibenzoicos (parabeno, metilparabeno, propilparabeno), ácidos dihidroxibenzoicos (ácido gentísico, ácido protocatecuico), ácidos trihidroxibenzoicos (ácido gálico, ácido floroglucínico). Este tipo de ácidos fenólicos (en particular el ácido gálico) forman parte de los taninos hidrolizables.
El ácido siríngico, el ácido eudésmico y el ácido salicílico son también ácidos fenólicos.

## En la naturaleza
El ácido fenólico puede encontrarse en muchas especies de plantas. Su presencia en frutos secos puede ser alta.
Los fenoles naturales en Macrotyloma uniflorum son sobre todo ácidos fenólicos, a saber, el ácido 3, 4-dihidroxibenzoico, el ácido parahidroxibenzoico, el ácido vanílico, el ácido cafeico, el ácido paracumárico, el ácido ferúlico, el ácido siríngico y el ácido sinápico.
Los ácidos fenólicos pueden encontrarse en especies de setas (basidiomicetos). También forma parte de las sustancias húmicas, los constituyentes orgánicos principales del humus.
Muchos ácidos fenólicos pueden encontrarse en la orina humana.